# Ulrich Walter
Ulrich Hans Walter (* 9. února 1954 Iserlohn, Severní Porýní-Vestfálsko, SRN) je německý vědec a astronaut známý letem v raketoplánu s laboratoří Spacelab.

## Stručný životopis
V rodném městě po ukončení základní školní docházky absolvoval v letech 1964-1972 i Märkisches gymnasium a pak začal studovat na univerzitě Universität Köln, obor fyziky. V roce 1980 zde získal vysokoškolský diplom a o pět let později doktorský titul. S ním odcestoval do USA, kde nastoupil vědeckou praxi u Argonne National Laboratory. V roce 1986 pak přešel na University of California, Berkeley, kde pokračoval ve vědecké práci.
Po dvou letech strávených v Americe se vrátil do Německa a zapojil se do střediska astronautů německé kosmické agentury DLR v Kolíně nad Rýnem. Oženil se.
Koncem roku 1990 byl vybrán k letu s laboratoří Spacelab D-2. S dalšími německými astronauty odjel do USA a v letech 1991-1993 se připravoval v Johnsonovu vesmírném středisku v Houstonu. Roku 1993 letěl do vesmíru v misi STS-55. Svým bezmála desetidenním letem se zapsal do historie jako 291. člověk ve vesmíru.

## Let do vesmíru
Raketoplán Columbia odstartoval ke svému 14 letu z kosmodromu Canaveral na Floridě koncem dubna roku 1993. Na palubě byla tato sedmičlenná posádka: Steven Nagel, Terrence Henricks, Jerzy Ross, Charles Precourt, Bernard Harris a dvojice německých vědců doprovázejících laboratoř Spacelab II na palubě, Ulrich Walter a Hans Schlegel. Mise byla evidována v COSPAR pod označením 1993-027A.
Walter se podroboval sérii lékařských experimentů a pak pracoval na biologických a technologických pokusech s různými materiály ve Spacelabu.
Kvůli špatnému počasí přistál raketoplán na kalifornské základně Edwards.
- STS-55 Columbia (26. dubna 1993 – 6. května 1993)

## Po letu
V září 2003 se zúčastnil velkého setkání mnoha zejména německých kosmonautů a osobností v Německu. V té době mu bylo 49 let.